# Stazione Asuka
La stazione Asuka (in giapponese あすか基地) era un'installazione antartica giapponese.
Inaugurata nel dicembre 1984 ha funzionato sino al dicembre 1991 quando è stata abbandonata e rapidamente ricoperta dalla neve.
Era localizzata ad una latitudine di 71°31'S e ad una latitudine di 24°08'O ad un'altitudine di 930 metri. La struttura si trovava nella costa della principessa Ragnhild, terra della regina Maud e dipendeva sia logisticamente che amministrativamente dalla base Syowa.